# Atletismo nos Jogos Pan-Americanos de 1967 - 800 m masculino
A prova dos 800 m masculino nos Jogos Pan-Americanos de 1967 foi realizada em Winnipeg, Canadá.

## Medalhistas
| Ouro                         | Prata                    | Bronze                   |
| Wade Bell USA Estados Unidos | Bill Crothers CAN Canadá | Brian McLaren CAN Canadá |

## Resultados
| Posição           | Nome            | Nacionalidade         | Tempo   | Notas |
| ----------------- | --------------- | --------------------- | ------- | ----- |
| Medalha de ouro   | Wade Bell       | USA Estados Unidos    | 1:49.20 |       |
| Medalha de prata  | Bill Crothers   | CAN Canadá            | 1:49.91 |       |
| Medalha de bronze | Brian McLaren   | CAN Canadá            | 1:50.31 |       |
| 4                 | Jere Van Dyke   | USA Estados Unidos    | 1:50.53 |       |
| 5                 | Alex McDonald   | JAM Jamaica           | 1:52.30 |       |
| 6                 | Neville Myton   | JAM Jamaica           | 1:52.58 |       |
| 7                 | Lennox Yearwood | TRI Trinidad e Tobago | 1:52.86 |       |
| 8                 | Roberto Silva   | MEX México            | 1:53.45 |       |